# Beaufort (Saboya)
 Beaufort  o Beaufort-sur-Doron (en francoprovenzal Bôfôrt) es una comuna y población de Francia, en la región de Ródano-Alpes, departamento de Saboya, en el distrito de Albertville. Es la cabecera y mayor población del cantón de su nombre.
Su población en el censo de 1999 era de 1985 habitantes.
Está integrada en la Communauté de communes Confluences.

## Demografía
| 2623 | 2072 | 1913 | 1966 | 1996 | 1985 |
| Para los censos de 1962 a 1999 la población legal corresponde a la población sin duplicidades (Fuente: INSEE [Consultar]) |      |      |      |      |      |